# پروودینا
پروودینا (به لاتین: Provodina) یک منطقهٔ مسکونی در مونته‌نگرو است که در شهرداری هرتسگ نووی واقع شده‌است. پروودینا ۸۲۲ نفر جمعیت دارد.